# 王恭廠大爆炸
39°54′08″N 116°21′55″E / 39.9022°N 116.3653°E
王恭廠大爆炸，亦称王恭廠天變、天啟大爆炸、天啟爆炸案、晚明北京爆炸事件等，為明朝天啟六年五月初六（公元1626年5月30日），端午節次日巳時（上午9時），北京西南隅的王恭廠周邊區域發生的爆炸事件，爆炸範圍的半徑達750米，面積達2.25平方公里。
凡記載了王恭廠大爆炸的古籍均提及了傳達數百里遠的巨響和震盪、天色昏黑如夜一事，以及靈芝狀煙雲衝天一事等疑似由強烈地震、龍捲風、隕石所引發的多種離奇現象，若認為其僅由火藥爆炸一事所造成，似乎並不足以解釋這些現象。此外，事件發生之後，有傳言聲稱爆炸區域內與附近的死傷者皆有因衣服被捲去一事，導致其出現全身赤裸這一怪狀，因而為此災變蒙上了一層可能存在的玄怪色彩，故此坊間有説法聲稱其與超自然力量有關。王恭廠大爆炸的成因被認為至今未明。

## 王恭廠概述
王恭廠是工部製造盔甲、銃炮、弓矢和火藥的兵工廠暨火藥儲存庫，駐守總人數約70至80人。明朝自永乐年起火器製造就有了很大發展，駐守京城的京軍所設三大營（五軍營、三千營及神機營）中的神機營是明軍主力，配備火器和最強的兵力。為此明末的北京城內先後設立了六處火藥廠局，凡是京營火器所需的鉛子與火藥都是由王恭廠預造，以備京營來領用，可見王恭廠當時是作為工部製造及儲存火藥的火藥庫，方位大約在今西城區永宁胡同與光彩胡同一帶。

## 事件經過
《天變邸抄》描述：「天啟丙寅五月初六日巳時，天色皎潔，忽有聲如吼，從東北方漸至京城西南角，灰氣湧起，屋宇動盪。須臾，大震一聲，天崩地塌，昏黑如夜，萬室平沉。東自順城門大街（今宣武門內大街），北至刑部街（今西長安街），西及平則門（今阜成門）南，長三四里，周圍十三里，盡為齏粉。屋數萬間，人二萬餘，王恭廠一帶糜爛尤甚。殭屍重疊，穢氣熏天；瓦礫盈空而下，無從辨別街道門戶。」爆炸發生，一時間京城內人畜、樹木、磚石突然騰空而起，不知去向。爆炸威力之大，乃至炸飛的「大木遠落密雲，」石駙馬大街（今新文化街）上有座重達五千斤（約3公噸)的大石獅像竟被擲出順成門（今宣武門）外，其後「木、石、人復自天雨而下，屋以千數，人以百數。」在爆炸中，「所傷男婦俱赤體，寸絲不掛，不知何故，」且「死者皆裸。」
爆炸巨響南至河西務，東至通州，北至密雲、昌平，甚至遠距京城數百里的遵化、宣化、大同、山西廣靈縣及天津等地都感受到劇烈震動。事後有人入京報告，西安門附近落下鐵渣滓；人們衣物飄至西山或東北郊，高掛樹梢；昌平的州校場中，衣物、銀錢、首飾、器皿零散一地。王恭廠爆炸威力之大，撼天動地之巨，遠非火藥庫失事或地震引起災變所能解釋。然而值得一提的是，爆炸中心卻「不焚寸木，無焚燒之跡」。
爆炸中心範圍內，當時正在街上的官員薛鳯翔、房壯麗、吳中偉的座轎被震壞，傷者甚眾；工部尚書董可威雙臂折斷；御史何廷樞、太僕寺少卿潘雲翼兩家老小「覆入土中」；宣府楊總兵一行七人連人帶馬失去蹤影；於承恩寺街上行進的一乘轎子，事後損壞在街心，女乘客與轎夫都不知去向。還有粵西會館路口的塾師和學生一共36人，一聲巨響之後，也沒了蹤跡。更詭異的是，進京才兩天的紹興周姓吏目之弟於菜市口遇見六人，拜揖尚未完，周某的頭突然飛去，軀體倒地，而六人卻無恙。爆炸之時，許多樹木被連根拔起，飛落至遠處，豬馬牛羊、雞鴨狗鵝，甚至殘破的頭顱及肢體更時紛紛被捲入雲霄，又從天上落下。據說這一場碎屍雨，持續下了兩個多小時。木頭、石塊、人頭、斷肢，以及各種家禽的屍體，紛紛從天而降，其中尤以德勝門外落下的人臂、人腿更多。
當時皇帝明熹宗正在乾清宫用早膳，突然地動殿搖，起身衝出乾清宮直奔交泰殿，情急間「內侍俱不及隨，只一近侍掖之而行」，途中「建極殿檻鴛瓦飛墮」，該名近侍的頭部遭飛瓦擊中而當場死亡。紫禁城裏正在修繕大殿的工匠，因「震而下墮者二千人，俱成肉袋」；皇贵妃任氏宫中器物纷纷坠落，襁褓中的太子朱慈炅当日受驚身亡。
爆炸過後，「京城中即不被害者，屋宇無不震裂，狂奔肆行之狀，舉國如狂，象房傾圯，象俱逸出。遙室雲氣，有如亂絲者，有五色者，有如靈芝黑色者，衝天而起，經時方散。」又及，「兩萬多居民非死即傷，斷臂者、折足者、破頭者無數，屍骸遍地，穢氣熏天，一片狼藉，慘不忍睹」。

## 文獻記載
關於爆炸的情況，在《明實錄·熹宗實錄》、《國榷》、宦官劉若愚所著《酌中志》、北京史地著作《帝京景物略》、《宸垣識略》中均有記載，甚至連明代佚名小說《檮杌閑評》第四十回情節之中也提及此事件。其中以當時的邸報底本《天變邸抄》對王恭廠災變記述最為詳細，亦為最早記述王恭廠災變之作。
以下是各古籍中關於此次爆炸的各類記載：
- 《天變邸抄》载：

天啟丙寅五月初六日巳時，天色皎潔，忽有聲如吼，從東北方漸至京城西南角，灰氣湧起，屋宇動蕩。須臾大震一聲，天崩地塌，昏黑如夜，萬室平沉。東自順城門大街，北至刑部街，長三、四里，周圍十三里盡為齏粉，屋以數萬計，人以萬計。王恭廠一帶，糜爛尤甚，殭屍層疊，穢氣熏天，瓦礫盈空而下，無從辨別街道門戶。傷心慘目，筆所難述。震聲南自河西務，東自通州，北自密雲、昌平，告變相同城中。即不被害者，屋宇無不震裂，狂奔肆行之狀，舉國如狂。象房傾圮，象俱逸出。遙望雲氣，有如亂絲者，有五色者，有如靈芝黑色者，衝天而起，經時方散。

- 朱祖文《北行日譜》載：

初八日忽聞初六京師王恭廠地雷之變，嗣閱邸報而知是變也。地裂一十三丈，火藥騰空不焚寸木，而傾覆屋宇以萬計，壓死男女以千計，聲震宮闕為古今所未有。

- 劉若愚所著《酌中志》载：

至天啟六年五月初六日辰時王恭廠之變，皇極殿最高危之處，一木先隕。乾清宮大殿皇駕所居之東暖閣，將窓格扇震落二處，打傷內侍官二人。皇貴妃任娘娘所居之室，器物隕落。任娘娘於天啟五年十月初一日所生皇第三子，於是日受驚，後遂薨逝。逆賢直房及王體乾、李永貞等直房等各有傷損。六月初五之夜三更又地震，幾如四年二月時。而雲中之靈邱縣震更甚，地湧出水甚多，其色黑。（卷三）

天啟六年五月初六日辰時，忽大震一聲，烈逾急霆，將大樹二十餘株拔出土。又有坑深數丈，煙雲直上亦如靈芝，滾向東水。自西安門一帶，皆霏落鐵渣如麩如米者，移時方止。自宣武街迤西、刑部街迤南，將及廠，房屋猝然傾倒，土木在上而瓦在下，殺有姓名者幾千人，而闔戶死及不知姓名者又不知幾千人也。凡坍平房屋，爐中之火皆滅；只賣酒張四家兩三間之木簿焚然，其餘無毀。凡死者之肢體多不全，不論男女盡裸體；未死者亦多震褫其衣帽焉。真未有之變也。（卷十六）

- 《明實錄·熹宗實錄》卷七十一載：

（天啟六年五月戊申）……王恭廠之變，地內有聲入霹靂不絕，火藥自焚，煙塵蔽空，椽瓦飄地，白晝晦冥，西北一帶相連四、五里許房舍盡碎。時廠中火藥匠役三十餘人盡燒死，止存一名吳二。上命西城御史李燦然查報，據奏：塌房一萬九百三十餘間，壓死男婦五百三十七名口……

- 《明通鉴》卷八十载：

五月，戊申，王恭厂灾，火药局也。是日雷震，火药自焚，地中霹雳声不绝，烟尘障空，白昼晦冥。军民被焚及晕仆死者无算。

- 《國榷》卷八十七載：

丁未，王恭廠災。東自順成門，北至刑部街，壞民居萬余區。男婦死五百三十余人，蓋火藥局驟發也。玄武門火神廟守門內臣，聞樂音三疊出自廟中，見有火球滾出，騰空而去。眾方屬目。俄東城聲如霹靂，天地昏暗。上在乾清宮，走避建極殿，御座俱傾，大殿工人墜死二千餘人，凡死傷俱裸露，衣服飄掛西山之樹。昌平教場衣服成堆。員弘寺街轎中女赤體無恙。石駙馬街大石獅飛出順城門外。

- 刘侗、于奕正《帝京景物略》卷一载：

天啟六年五月初六日巳刻，北安門內侍忽聞粗細樂，先後過者三，眾驚而跡其聲，自廟出。開殿審視，忽火如球，滾而上於空。眾方仰矚，西南震聲發矣。望其光氣，亂絲者，海潮頭者，五色者，黑靈芝者，起衝天，王恭廠災也。東自阜成門，北至刑部街，亙四里，闊十三里，宇坍地塌，木石人禽，自天雨而下。屋以千數，人以百數，燔臭灰瞇，號聲彌滿。死者皆裸，有失手足頭目，于里外得之者，物或移故處而他置之。

- 《兩朝從信錄》載：

錄下御史王業浩的奏摺：「臣等於辰刻入署辦事，忽聞震聲一響，如天坼地裂。須臾，塵土火木四面飛集，房屋樑椽瓦窗壁如落葉紛飄。臣等俱昏暈，不知所出，幸班皂多人拼命扶行。及至天井，見火燄煙雲燭天，四邊頹垣裂屋之聲不絕。又覓馬出衙門，首見婦女稚兒泣於街，則知屋碎壞不勝計也；震壓沖擊蹂踏死者，不可勝計也。比策馬行不數步，又見萬眾狂奔，家家閉戶，則因象房傾倒，群象驚狂逸出，不可控制也。臣等急策蹇騎至朝房，驚魂甫定。…」

- 小說《檮杌閑評》第四十回「據災異遠逐直臣　假緝捕枉害良善」對這次爆炸的描繪如下：

　　到了五月六日巳刻，京師恰也作怪，但只見：

　　橫天黑霧，遍地騰煙。忽喇喇霹靂交加，亂滾滾狂風暴發。磚飛石走，半空中蝶舞蜂翻；屋壞牆崩，遍地裏神嚎鬼哭。在家的當不得梁摧棟折，膽喪魂飛；行路人苦難支石壓土埋，尸殘肢解。莫言變異非人召，自古奇災衰世多。

　　京城中也自西北起，震天動地如霹靂之聲，黑氣沖天，彼此不辨。先是蕭家堰，西至平則門、城隍廟，南至順城門，傾頹房屋，平地動搖有六七里，城樓、城牆上磚瓦如雨點飛下。人先但見煙霧滿前，不辨路頭，後又被震倒牆屋的響聲聒耳，弄得人進不得出不得，路上壓死、驚死的人何止萬餘。個個都是赤身裸體，焦頭爛額，四肢不全。工部衙門至十附馬街一帶，五六條胡同內，就是官員，也多有死的。順城門內象房震倒，象也驚得發狂，東奔西走，不知踏死多少人，一城中驚得鬼哭神號。此時官民死傷者甚眾。直至兩三日後方定。後邊訛傳，是王恭廠火藥走發，所以如此。不知火藥走發，何以與大同地震同時。欽天監只得按佔候書題一本道：「地震者，陰有餘也，佔為主弱臣強，天下起兵相攻。婦寺，大亂之象。」……

## 影響
王恭廠災變規模之大，據說連薊州城東角亦震坍壞房屋數百間。事發時的明朝正值內外交困、風雨飄搖之際，國家政治腐敗，宦官專權，善惡不分。災難的消息迅速傳遍全國後，朝野震驚，中外駭然，人心惶惶。天啟年間各種天災人禍都比不上王恭廠的破壞程度，故沈國元於《兩朝從信錄》中稱此災變「乃古今未有之變也」。很多大臣認為這場大爆炸是上天對皇帝的警告，紛紛上書，要求熹宗皇帝匡正時弊，重振朝綱。皇帝不得不下了一道罪己詔，表示要痛加省醒，告誡大小臣工「務要竭慮洗心辦事，痛加反省」，希望借此能使大明江山長治久安，萬事消弭，且下旨發府庫萬兩黄金賑災。此事後來亦被御筆太監載入明朝正史。

## 起因假說
對於王恭廠災變的成因，幾百年來一直眾說紛紜，有人認為是地震引起的，有人說是火藥自爆，亦有認為是由地震、火藥及可燃氣體靜電引爆同時作用者。至於天然氣引爆說、隕石墜落說、隱火山地球內核喷发說、甚至外星人入侵等假說更多。也有人怀疑《天变邸抄》可能带有黄色新闻色彩，有些夸大其词。但由於王恭廠災變的記載中有眾多怪異現象，在相信這些記載皆為真實的前提下，均不可能由其中單一之因素造成，故每一種觀點都無法使人完全信服。
一般來說，王恭廠災變的成因最為眾人接受者有以下四種：

### 火藥焚爆說
由於王恭廠火藥庫正是災變中心，故災後就曾有人說：「王恭廠不戒自焚，致都城之擾」。再加上王恭廠爆炸造成「天崩地塌，昏黑如夜，萬室平沉」和巨大的傷亡現象，及王恭廠製造火藥的特殊性，讓很多人相信此事件是王恭廠黑火藥引爆所致。據史料記載：「每五日，三大營共領火藥三千余斤」。若這麼多火藥一旦發生焚爆，可能在瞬息間形成高溫高壓的氣流，並迅速向周圍擴散，可下衝使地面成坑，向四周可使建物傾倒，上可攜物飛空，甚至「大震一聲，裂逾急霆」。至於為何火藥會爆炸，經後人推斷可能是人為因素，即由生產、搬運不慎而摩擦引爆，甚至可能為後金派遣細作(即間諜)破壞；另外則可能是由於火藥在沒有空氣的情況下能分解而產生自爆；另有學者認為災難發生的5月正值乾季，空氣濕度低，火藥製造時易生靜電打火或摩擦打火。
雖然這是唯一看似有实物诱发原因的說法，但是黑火藥是缓燃的低速爆炸物，其化学性质限制无法瞬间产生相当于2萬噸TNT的爆炸当量并释放能让千斤石獅飛行於街外、平地陷巨坑二丈許、將衣物捲走而致男女俱赤裸及寸絲不掛的巨大冲击波，这都是火藥焚爆說難以解釋的疑点。況且在王恭廠爆炸之前發生的地鳴和火球飞过天空等徵兆，亦不可能由火藥引爆而產生。另外最具科學性的反證是火藥庫管理至明朝時已經有百年以上歷史，諸多儲存安全距離和安全規範已經行之有年，而且即使是燃烧效率更高的現代无烟火药发生火藥庫爆炸都不具有整個廠區每一顆火藥瞬間同時引爆的範例，正常狀況都是先一座庫的部分爆炸再逐次延燒到周邊其他庫房，期間产生数次中小型爆燃，絕沒有瞬間全部引爆一次性釋放威力的特性。因此“火药爆炸说”很可能只是一个前科学革命时期的认知水平能够想到的、最容易满足普通人对事故的肤浅解释需求的红鲱鱼假说。

### 隕石說

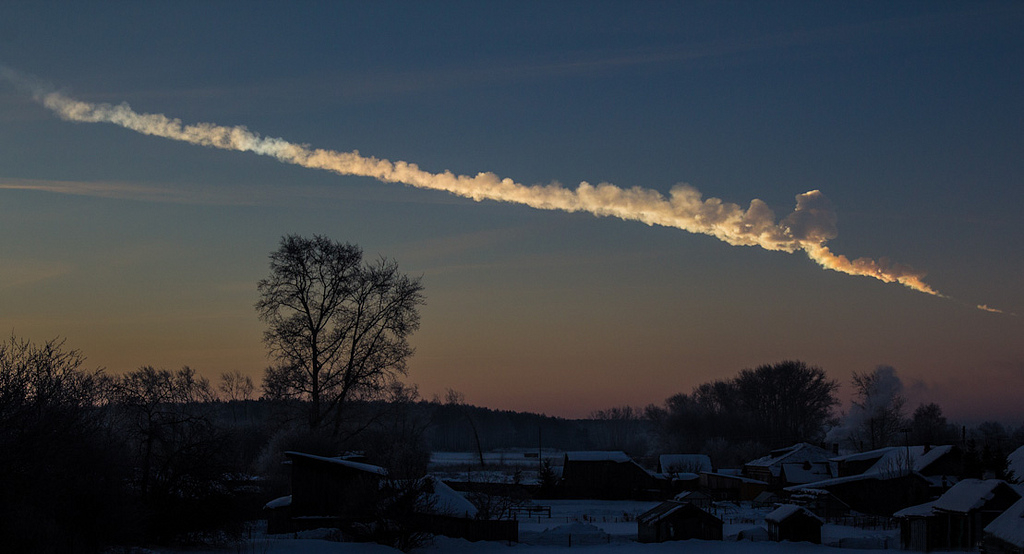
2013年车里雅宾斯克流星在空中爆炸后残留的烟迹，其爆炸处形似蘑菇云顶端，但整体形状与灵芝相似

“陨石说”是一个现代人提出的另类假说，认为王恭厂大爆炸的真正罪魁祸首其实是一枚穿过大气层后在低空高度发生空中爆炸的小型火流星；而王恭厂火药库的爆毁是撞击事件恰好在其上空发生而引发的连带破坏，是爆炸的结果而不是起因。
文獻中記載「有聲如吼」，「見飆光一道，內有大光」，「忽大震一聲，裂逾急霆」，「深坑數丈」，「煙雲直上」，「巨石空中飛注如雨」，「煙塵障空，白晝晦冥」，「西安門一帶皆霏落鐵渣，如麩如米」的情形，與隕石衝向地球時与大氣層摩擦形成的火花、火球、震動與響聲和空爆并产生蘑菇云与金属残渣等現象相當吻合。此外隕石爆炸时释放的能量和产生的冲击波也有使房屋「猝然傾倒」，「大樹盡拔出土」，以及「大木飛至密雲」，災區數里「盡為齏粉」的可能（最好的例子是三个世纪后的通古斯大爆炸）。且後來經衛星光譜掃描圖像的處理手段，可發現蓮花池、馬連道一帶有環形暗斑，宣武門西南側也有6至7個不等的異常半圓，亦可能是撞击事件的遺痕。
此假說可以解释爆炸震中破坏严重卻「不焚寸木，無焚燒之跡」的解釋，因為隕石空爆产生的高温高压与氧化燃烧无关，爆炸冲击波的超音速传播也会瞬间驱离空气不留给物体发生燃烧的时间，高温也会在冲击波通过后随着压力骤减而迅速降温。而且隕石空爆时释放的能量源自其动能，天体高速运动所携带的动能远超任何黑火药能够释放的化学能，可以轻易达到核爆炸的当量级别（例如车里雅宾斯克流星就释放了相当于30颗广岛原子弹的爆炸能量），因此完全具有使得「人畜、樹木、磚石突然騰空而起」的能力。至於“大震一聲”可以解釋為火流星穿过大气层时前方挤压空气产生的艏波传递到地面时引起的震動。

### 地震說
據史料記載，京畿僅明代就大小震百餘起。雖官方未明確此災變為地震所致，但災變前後如「大震一聲」、「殿震」、「震撼天地」、「時息地震」、「震後」等種種跡象與地震均有諸多相符之處。若王恭廠災變，是因地震直接促發火藥庫而引起的，那麼這次地震具有烈度大而震區面小的特點，比如震災中心（宣武門內大街以西，刑部街以南）破壞力幾乎達到摧毀性程度；然而在離震災中心較近的建築真如寺、承恩寺等均未受到多大破壞，這種情況是舉世未見的；再者蘑菇狀煙雲，也不是地震出現的現象；又如「不論男女，盡皆裸體」，「寸絲不掛」，「褫衣物」的現象，也非地震的後果；至於災變中產生的巨大衝擊波，在地震史上恐怕也少有先例。

### 龍捲風說
龍捲風具有突發性和毀滅性特點，經常發生在春末夏初季節。就王恭廠事件的災害範圍及「僵屍重疊，穢氣熏天；瓦礫盈空而下」之景看似為此風所致。而龍捲風襲擊範圍往往在災區百米之外很平靜，就是受災區與非災區界限分明，而地震就不明顯。至於石駙馬街大石獅飛出宣武門外，史實確有記載，並且王恭廠之北的數千斤重物——石獅子被甩到南城牆外，然而並未見城牆塌陷，故石獅子的遠拋似為龍捲風的巨力造成。然而災變前如「從西南方，有聲如雷；雞犬皆驚，振物有聲；初九丑時，復巨聲西來，門窗皆響；震聲南至河西務，東至通州，北至密雲」等徵象，單以龍捲風之說也難以解釋。

## 對於相關傳言的質疑
在台湾運作的中華科技史學會曾於2009年舉辦座談會以探討《維基百科》相關條目在當時對該事件的描述是否準確這一問題，主持人表示與會者不會在這場座談會上討論關於超自然現象的傳言，在這場座談會上，史學研究人楊龢之表示其認為《天變邸抄》對該事件的描述並不可信，該學會會員魯經邦則聲稱當時《維基百科》相關頁面的內容有一些錯處，雖然最後他們沒能通過這次討論得出明確的結論，但是與會者所達成的共識是該事件不是由單一因素所造成的。
有説法聲稱關於王恭廠大爆炸的傳言是當時民間以訛傳訛和後人所杜撰而成的，其聲稱真相並沒有那麼複雜，但由於當時政治及社會危機頻生，因此該傳言被用作打擊官宦勢力的工具， 促使其廣為流傳， 其聲稱《天變邸抄》及對這次事件有所描述的多本小説等等並非可靠的文獻來源，其也引用了《明實錄》及其他官方史料的部份內容作為被用以否定該傳言正確性的理據。

## 擴展閱讀
- 1999年：滅亡三部曲─《北京滅亡》、《諸神滅亡》、《明日滅亡》，張草 作
- 1990年：《王恭廠大爆炸：明末京師奇災研究》，耿慶國 等 編 北京 地震出版

## 外部連結
- 《天变邸抄》(1626年)（王恭廠大爆炸發生之年）